# Kennedy Simmonds
Kennedy Alphonse Simmonds (Basseterre, 12 de abril de 1936) es un político de San Cristóbal y Nieves.
Fue miembro fundador del partido Movimiento de Acción Popular (PAM). Fue premier de San Cristóbal y Nieves desde el 21 de febrero de 1980, hasta que las islas obtuvieron su independencia del Reino Unido el 19 de septiembre de 1983. Tras ello, se convirtió en primer ministro, ocupando el cargo hasta 1995.
En 2004, fue nombrado caballero comendador de la Orden de San Miguel y San Jorge. En 2015, se convirtió en la quinta persona nombrada héroe nacional por la Asamblea Nacional de San Cristóbal y Nieves.